# Huevo del capullo de rosa
El huevo del capullo de rosa es un huevo de Pascua esmaltado enjoyado hecho por Michael Perchin con supervisión del joyero ruso Peter Carl Fabergé en 1895, para Nicolás II de Rusia, quien le regaló el huevo a su esposa, la emperatriz Alejandra Feodorovna. Fue el primer huevo de Fabergé que Nicolás le presentó a Alejandra.

## Descripción
Está hecho de oro de varios colores, esmalte rojo translúcido y blanco opaco, diamantes tallados en forma de roseta o cortados como una fina losa, y está forrado de terciopelo de color crema.
La concha dorada, cubierta de esmalte rojo fresa translúcido sobre fondo guilloché, se abre horizontalmente en dos partes abatibles. Filas de diamantes en forma de roseta dividen el huevo verticalmente en cuatro segmentos y horizontalmente, a lo largo del borde superior de la abertura, en un total de ocho paneles; los de la parte superior están decorados con coronas de laurel de oro verde atadas por cintas de oro rojo engastadas con diamantes, mientras que en cada panel de la parte inferior del huevo hay una flecha engastada con diamantes entrelazada con coronas de laurel de oro verde colgadas con diamantes.
En los extremos del huevo, rodeados por una hilera de diamantes tallados en forma de roseta, hay dos diamantes: el de arriba está cortado como una fina losa a través de la cual se ve un retrato en miniatura del zar Nicolás II, debajo del que está en la base del huevo la fecha de 1894.
De estilo Luis XVI, encarna la adopción del neoclasicismo por parte de Fabergé, en oposición al dominio del Art Nouveau en el diseño contemporáneo de finales del siglo XIX.

## Sorpresa

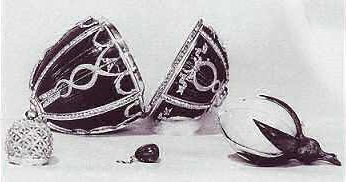
El huevo del capullo de rosa con las sorpresas perdidas, fotografía anterior a 1917.

Se abre como una bombonera para revelar un capullo de rosa esmaltado en amarillo, en el que originalmente estaban contenidas las dos sorpresas. Faltan las sorpresas, que eran una corona imperial de oro, con diamantes y rubíes, y un colgante de rubí cabujón. La corona era una referencia al nuevo papel de Alejandra Feodorovna como emperatriz de Rusia, tras el ascenso al trono de su marido, Nicolás II de Rusia.

## Historia
Tras la muerte de Alejandro III de Rusia, su hijo Nicolás se casó con la princesa Alix de Hesse y del Rin, que posteriormente se convirtió en la emperatriz Alejandra de Rusia, tras el ascenso al trono de su marido, Nicolás II de Rusia . La princesa Alix extrañaba el jardín de rosas de Rosenhöhe, Darmstadt, por lo que este huevo era un recordatorio de él durante su primera Pascua con su nuevo esposo. La rosa amarilla en 1895 era la rosa amarilla del té que había sido introducida por Parkes desde China en 1824, la cual florecía en otoño y era un elemento básico de los jardines más templados, no así en San Petersburgo, donde no podía resistir el frío. Las rosas amarillas eran las más valoradas en la Alemania natal de la emperatriz.
El huevo encarnó el abrazo del neoclasicismo de Fabergé, en oposición al dominio del Art Nouveau en el diseño contemporáneo de finales del siglo XIX. Fabergé cobró 3.250 rublos por el huevo.
En 1917 el huevo fue confiscado por el Gobierno Provisional Ruso y luego vendido a Emanuel Snowman de la joyería Wartski alrededor de 1927. Fue propiedad de Charles Parsons en la década de 1930 y estuvo perdido durante décadas, en medio de rumores de que había sido dañado en una disputa matrimonial. Fue este daño lo que ayudó a Malcolm Forbes a identificar el huevo cuando lo compró en 1985 a la Fine Art Society de Londres. En 2004 se vendió como parte de la Colección Forbes a Víktor Vekselberg. Vekselberg compró unos nueve huevos imperiales de la colección, por casi 100 millones de dólares.
Ahora forma parte de la Colección Víktor Vekselberg, propiedad de la Fundación The Link of Times, y se encuentra en el Museo Fabergé en San Petersburgo, Rusia.